# Carex sardloqensis
Carex sardloqensis är en halvgräsart som beskrevs av Å.E.Dahl. Carex sardloqensis ingår i släktet starrar, och familjen halvgräs.
Artens utbredningsområde är Grönland. Inga underarter finns listade i Catalogue of Life.